# Stewart Adams
Stewart Sanders Adams OBE (16 de abril de 1923 – 30 de janeiro de 2019) foi um farmacêutico, a pessoa principal de uma equipe da Boots que desenvolveu o ibuprofeno no início dos anos 1960.
O ibuprofeno é um inibidor da COX-1 (ciclooxigenase-1 ou prostaglandina G / H sintase 1); Os AINEs bloqueiam a enzima ciclooxigenase. Com aspirina e paracetamol, o ibuprofeno está na Lista Modelo de Medicamentos Essenciais da OMS ; uma dosagem normal é de 1200 a 2400 mg por dia. As prostaglandinas (PG) causam dor, inchaço e inflamação. É uma das drogas mais vendidas no mundo,  e a produção é de cerca de 15.000 toneladas por ano, cerca de um terço da aspirina.